# Barisey-au-Plain
Barisey-au-Plain és un municipi francès situat al departament de Meurthe i Mosel·la i a la regió del Gran Est. L'any 2007 tenia 307 habitants.

## Demografia

### Població
El 2007 la població de fet de Barisey-au-Plain era de 307 persones. Hi havia 117 famílies, de les quals 24 eren unipersonals (8 homes vivint sols i 16 dones vivint soles), 57 parelles sense fills i 36 parelles amb fills.
La població ha evolucionat segons el següent gràfic:
Habitants censats

### Habitatges
El 2007 hi havia 147 habitatges, 128 eren l'habitatge principal de la família, 5 eren segones residències i 13 estaven desocupats. 131 eren cases i 15 eren apartaments. Dels 128 habitatges principals, 93 estaven ocupats pels seus propietaris i 35 estaven llogats i ocupats pels llogaters; 2 tenien dues cambres, 12 en tenien tres, 27 en tenien quatre i 87 en tenien cinc o més. 113 habitatges disposaven pel capbaix d'una plaça de pàrquing. A 57 habitatges hi havia un automòbil i a 59 n'hi havia dos o més.

### Piràmide de població
La piràmide de població per edats i sexe el 2009 era:
| Homes | Edats   | Dones |
| ----- | ------- | ----- |
| 0     | 95 o +  | 0     |
| 0     | 90 a 94 | 0     |
| 0     | 85 a 89 | 8     |
| 0     | 80 a 84 | 4     |
| 8     | 75 a 79 | 4     |
| 8     | 70 a 74 | 4     |
| 12    | 65 a 69 | 16    |
| 8     | 60 a 64 | 8     |
| 16    | 55 a 59 | 12    |
| 4     | 50 a 54 | 4     |
| 12    | 45 a 49 | 8     |
| 20    | 40 a 44 | 16    |
| 8     | 35 a 39 | 8     |
| 12    | 30 a 34 | 16    |
| 4     | 25 a 29 | 8     |
| 4     | 20 a 24 | 0     |
| 16    | 15 a 19 | 12    |
| 4     | 10 a 14 | 20    |
| 12    | 5 a 9   | 12    |
| 20    | 0 a 4   | 16    |

## Economia
El 2007 la població en edat de treballar era de 196 persones, 138 eren actives i 58 eren inactives. De les 138 persones actives 129 estaven ocupades (74 homes i 55 dones) i 9 estaven aturades (5 homes i 4 dones). De les 58 persones inactives 20 estaven jubilades, 13 estaven estudiant i 25 estaven classificades com a «altres inactius».

### Ingressos
El 2009 a Barisey-au-Plain hi havia 151 unitats fiscals que integraven 393 persones, la mediana anual d'ingressos fiscals per persona era de 17.401 €.

### Activitats econòmiques
Dels 7 establiments que hi havia el 2007, 1 era d'una empresa extractiva, 1 d'una empresa alimentària, 3 d'empreses de comerç i reparació d'automòbils, 1 d'una empresa d'hostatgeria i restauració i 1 d'una entitat de l'administració pública.
L'únic establiment comercial que hi havia el 2009 era una fleca.
L'any 2000 a Barisey-au-Plain hi havia 8 explotacions agrícoles que ocupaven un total de 1.048 hectàrees.

## Equipaments sanitaris i escolars
El 2009 hi havia una escola maternal integrada dins d'un grup escolar amb les comunes properes formant una escola dispersa.

## Poblacions més properes
El següent diagrama mostra les poblacions més properes.